# Julius Bettinger (Radsportler)

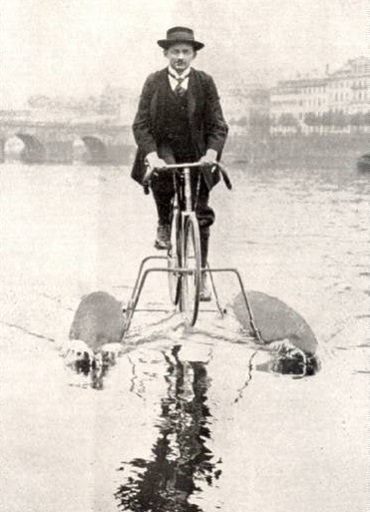
Julius Bettinger auf dem Neckar (1915)

Julius Bettinger (* 4. Mai 1881; † 3. Juni 1966 in Mannheim) war ein deutscher Radrennfahrer, Erfinder und Unternehmer.

## Leben
Bettinger war der Sohn des Ingenieurs Carl Bettinger (* 1840) und der Enkel des pfälzischen Regierungsvizepräsidenten Wilhelm von Bettinger (1795–1876). Er fuhr als Profi von 1902 bis 1911 Rennen auf Bahn und Straße. Mit seinem Partner Otto Meyer aus Ludwigshafen am Rhein war er als Tandemfahrer in Italien erfolgreich. 1907/1908 errang Bettinger den Titel bei der deutschen Meisterschaft. Im folgenden Jahr belegte er den zweiten Platz im Sprint hinter Otto Meyer. Im Jahr 1910 fuhr er in der Mannschaft von Dürkopp.
Bettinger machte ständig Verbesserungen an Fahrrädern und Trainingsgeräten. Zu seinen Erfindungen gehörte ein Wasserfahrrad, mit dem er um 1915 den Neckar befuhr. Mit seinem Liegefahrrad erzielte er hohe Geschwindigkeiten. Mit diesem unternahm er bis ins hohe Alter Spazierfahrten. Nach Verbesserung der Holzfelge betrieb Bettinger eine kleine Fabrik, die mit dem Aufkommen der Metallfelgen unwirtschaftlich wurde. In den 1920er Jahren präsentierte er seine Erfindung des „Androiden-Cyclotrons“ auf bedeutenden Saalbühnen in Europa. 
Bettinger heiratete am 22. Januar 1925 Elisa Friederika Heim (1890–1980). Danach stieg er als Kaufmann in die E. Bettinger oHG, Süßwaren-Großhandlung mit ein, die seine Frau im gleichen Jahr gründete. Das Paar bekam zwei Söhne Karl Hans (* 1925) und   Julius Friedrich (1929–1978).